# Aloe pearsonii x distans 'Hellskloof Bells'
Aloe pearsonii x distans 'Hellskloof Bells' é uma espécie de liliopsida do gênero Aloe, pertencente à família Asphodelaceae.